# Stanwellia pexa
Stanwellia pexa là một loài nhện trong họ Nemesiidae.
Stanwellia pexa được miêu tả năm 1930 bởi Hickman.